# استویانکا کورباتووا
استویانکا کورباتووا (بلغاری: Стоянка Кубатова, née Груйчева؛ زادهٔ ۱۸ مارس ۱۹۵۵) قایقران روئینگ اهل بلغارستان بود.